# 제3회 부산독립영화제
제3회 부산독립영화제는 2001년 4월 19일에 열린 시상식이다.

## 수상 및 후보

### 공식상영작
- 어른이 된다는 것 - 이은주
- 부적격자 - 유상곤
- 집 - 이정애
- 범일동 블루스 - 김희진
- 시선 - 박지원
- 이발사 - 김효관
- 팬지와 담쟁이 - 계운경
- 어떤공연 - 김나경
- 잃어버린 것들 - 최민규
- 사랑에 관한 짧은 이야기 - 최민규
- 자화상 - 박성훈
- 어머니의 시 - 허병찬
- 나 - 이학노
- 동팔이 가출기 - 최인관
- 초경 - 양홍혁
- 1분 - 장성진
- 2030년 한 남자의 복제품 상상기 - 임박태용
- 마론 인형과 로봇 - 윤지희
- 벽 - 김세훈
- 청동입술 - 박재민
- 산전수전 2일까 - 대한의 능력 있는 김모양 이야기 - 임박태용
- 못난 느낌 - 송진희
- 두 마리 - 이성욱
- 인스턴트 꿈 - 김치업
- 꿈틀 - 이민정
- 네 남자 이야기 - 안현준
- 다음날 - 이풍귀
- 볼펜 - 손주홍
- 알고 싶나? - 장문석
- 구타 유발자... 잠들다 - 유정현
- 숨은 창 닫기 - 정희성
- 물안경 - 이수연
- 어떤 여행의 기록 - 조범구